# 레지던트 이블 (영화)
《레지던트 이블》(영어: Resident Evil)은 2002년에 개봉한 액션 공포 영화이다. 폴 W. S. 앤더슨이 연출과 각본을 맡았으며, 밀라 요보비치, 미셸 로드리게스, 에릭 메이비어스, 제임스 퓨어포이, 마틴 크루스, 콜린 새먼 등이 출연하였다. 캡콤이 발매하는 동명 비디오 게임 시리즈에 느슨하게 바탕을 두었다.
평단으로부터 대체로 부정 평가를 받았으나 박스 오피스에서 흥행하여 속편이 연이어 출시되었다. 2003년 제29회 새턴상에서 공포 영화 부문 작품상과 여우주연상 후보에 올랐다. 레지던트 이블 영화 시리즈는 "게임 기반 영화들 중 가장 성공한 시리즈"로 일컬어지고 있다.
속편 《레지던트 이블 2》(2004)로 이어진다.

## 줄거리
엄브렐라 코퍼레이션은 대중에겐 컴퓨터 기술, 의료 제품, 의료 보험으로 유명하지만 실은 군사 기술, 유전자 연구, 생체 병기로 돈을 버는 대기업이다. 라쿤 시티 지하에 위치한 엄브렐라 비밀 연구소 더 하이브엔 500명이 넘는 기술자, 과학자들이 거주하며 연구 중이다.
어느 날 앨리스가 라쿤 시티 저택에서 기억상실 상태로 깨어나자마자 제임스 "원" 셰이드가 이끄는 엄브렐라 보안팀들이 난입한다. 보안팀은 앨리스, 그리고 라쿤 시티로 새로 발령받은 형사라고 주장하지만 신원 확인이 되지 않는 맷 애디슨을 데리고 하이브 지하로 내려간다. 이들은 지상과 하이브를 연결하는 열차에서 역시 기억상실에 걸려있는 스펜스를 찾아낸다.
원은 앨리스와 스펜스 둘 다 엄브렐라 보안 요원이며 철저한 기밀 유지를 위해 위장 결혼을 한 뒤 극비 시설인 하이브행 열차 지하 탑승장으로 통하는 저택에서 거주해왔다고 설명한다. 5시간 전 하이브를 관장하는 최신식 인공지능 레드 퀸이 자살 모드가 되어 하이브를 폐쇄하고 모든 층을 침수시키고 전원을 살해하였는데, 앨리스와 스펜스는 이때 레드 퀸이 방출한 신경 가스를 마셔서 의식을 잃고 단기적 기억상실에 걸리게 되었다는 것이다. 상황을 파악한 엄브렐라 본사는 레드 퀸을 정지시켰다가 재기동할 팀을 파견한 것.
레드 퀸이 레이저 방어 체계로 원을 비롯한 요원들 상당수를 살해하자 캐플런은 레드 퀸을 무력화하기 위해 급히 전원을 내린다. 이로 인해 하이브에 존재하는 문이 전부 열리고, 먹어야 한다는 본능만을 살리는 T-바이러스에 감염돼 좀비화된 직원들, T-바이러스가 체내에 직접 주사된 실험체인 리커들이 방출된다.
이들은 감염자들을 하이브 내에 가두기 위해 외부 연결 통로가 모두 자동으로 한 시간 내에 차단될 예정이라는 걸 알게 된다. 탈출로를 확보하기 위해 레드 퀸을 재가동시킨 이들은 에어컨 시스템을 통해 하이브 내에 T-바이러스가 퍼지자 하이브 밖으로 바이러스가 새어 나가는 참사를 막기 위해 레드 퀸이 감염자들을 죽이려고 했던 것이라는 걸 알게 된다.
한편 앨리스는 맷과 맷의 여동생 리사가 환경 운동가였으며 유전자 및 바이러스 관련 불법 실험을 진행하던 엄브렐라에 침투해 바이러스 샘플을 증거로 빼내 실체를 까발리고 폐사시키려 했다는 걸 차차 떠올린다. 게다가 리사의 하이브 내 연락책은 다름 아닌 앨리스 본인이었다.
바이러스를 퍼트린 장본인은 스펜스로 밝혀진다. 스펜스는 돈을 목적으로 T-바이러스와 항바이러스를 모두 훔치고 하이브를 빠져나가며 고의로 T-바이러스 병을 하나 깼으나 레드 퀸의 보안 시스템은 스펜스의 예상보다 더 견고해 탈출에 실패했던 것이다. 스펜스는 밖에서 문을 잠궈 앨리스 등의 발을 묶어놓고 T-바이러스와 항바이러스를 회수하기 위해 열차로 향하지만 레드 퀸이 푼 리커에게 죽는다.
한편 뒤에 남겨졌던 캐플런은 다른 문을 열기 위해 정전을 일으켜 레드 퀸을 꺼버리고, 리커들이 이들을 뒤쫓는 가운데 다시 탈출이 시작된다. 회수한 항바이러스가 듣지 않아 레인이 좀비가 되자 맷이 쏴죽이고, 캐플런은 리커에게 당한다. 마침 엄브렐라 과학자들이 도착하고, 이들은 리커에게 할퀴어져 돌연변이가 되기 시작한 맷을 네머시스 프로그램에 넣는다.
그렇게 혼자만 온전하게 살아남은 앨리스는 얼마 후 라쿤 시티 병원에서 깨어난다. 밖으로 나와보니 하이브의 T-바이러스 감염체들이 이미 라쿤 시티를 초토화시켜 라쿤 시티는 버려진 곳이 되어있다.

## 출연
- 밀라 요보비치 - 앨리스 역
- 미셸 로드리게스 - 레인 역
- 에릭 메이비어스 - "맷" 역
- 제임스 퓨어포이 - 스펜스 파크스 역
- 마틴 크루스 - 채드 캐플런 역
- 콜린 새먼 - "원" 역
- 애나 볼트 - 그린 박사 역
- 하이케 마카치 - 리사 애디슨 역
- 스티븐 빌링턴 - 미스터 화이트 역
- 파스콸레 알레아르디 - J.D. 역
- 리즈 메이 브라이스 - 올가 더닐러바, 위생병 역
- 미케일라 디커 - 레드 퀸 역
- 제이슨 아이작스 - 이름 없는 의사 역 / 해설
- 조지프 메이 - 블루 박사 역

## 제작

### 개발
원래는 바이오하자드 2 텔레비전 광고 영상을 연출했던 조지 A. 로메로가 이 영화의 각본과 연출을 동시에 맡기로 했었다. 그러나 제작사 콘스탄틴의 수장인 베른트 아이힝거가 로메로가 쓴 대본을 최종적으로 거절하면서 무산되었다.

### 섭외
데이비드 보리아너스가 이 영화의 남자 주인공 격인 맷 애디슨 역을 제안받았지만 The WB 드라마 《엔젤》(1999-2004) 출연 때문에 고사하였다. 후에 보다 비중이 작은 역을 두고 협상을 하다가 이 역시 거절하였다.

## 기타 제작진
- 공동 제작: 크리스 사임스

## 반응

### 평가
2005년 로저 이버트는 이 영화와 속편을 자신이 가장 싫어하는 영화 목록에 올렸다.
2020년 제임스 캐머런은 이 영화를 본인의 가장 은밀한 오락거리(guilty pleasure)로 꼽았다.

## 우리말 녹음
| KBS 성우진 (2003년 12월 31일) - 이선 - 앨리스(밀라 요보비치) - 임진응 - 맷(에릭 메이비어스) - 김일 - 스펜스(제임스 퓨어포이) - 문선희 - 제인(미셸 로드리게스) - 정훈석 - 캐플런(마틴 크루스) / 블루(조지프 메이) - 김은아 - 레드퀸(미케일라 디커) - 김영민 - 원(콜린 새먼) - 한호웅 - 제이디(파스콸레 알레아르디) - 김정주 - 그린(애나 볼트) / 블랙(인드라 오베이) - 김희선 - 리사(하이케 마카치) / 위생병(리즈 메이 브라이스) - 이주원 - 해설(제이슨 아이작스) - 고재균 - 그레이(라이언 매클러스키) | KBS 제작진 - 녹음 - 홍유선 - 편집 - 윤수야 - 그래픽 - 김경민 - 번역 - 배소라 - 연출 - 김웅종 - 우리말 제작 - KBS 미디어 |  |

## 같이 보기
- 비디오 게임을 원작으로 한 영화 목록